# Sisyrinchium acre
Sisyrinchium acre là một loài thực vật có hoa trong họ Diên vĩ. Loài này được H.Mann miêu tả khoa học đầu tiên năm 1867.